# Dana Antón Parra
Dana Antón Parra (Barcelona, 12 de març de 2006) és una jugadora d'hoquei sobre patins catalana.
El maig de 2024 fitxà pel Club Patí Vila-sana. La temporada 2024-25 guanyà els tres primers títols del club ponentí, la Supercopa d'Espanya, la Copa Intercontinental i la Copa de la Reina, on anotà un gol a la final.